# Теорія поглинання Вілера — Фейнмана
Теорія поглинання Віллера — Фейнмана (або часосиметрична теорія Вілера — Фейнмана) є однією з теорій електродинаміки, вихідним положенням якої є те, що розв'язок рівнянь електромагнітного поля має бути симетричний відносно інверсії часу. Такий вибір вмотивований передусім важливою роллю часової симетрії у фізиці. Справді, немає очевидної причини для того, щоб ця симетрія була порушеною, і тому немає причини, щоб часова вісь відігравала особливу роль, порівняно з іншими. Таким чином теорія, що володіє такою симетрією є видається довершенішою, ніж ті, в котрих певним чином виокремлена часова вісь. Інша ключова ідея теорії, що належить Тетроде, має стосунок до принципу Маха, а елементарні частинки не діють самі на себе. Це відразу усуває проблему власних енергій. Теорія названа іменами своїх творців — Річарда Фейнмана та його вчителя Джона Арчибальда Вілера.

## Проблема причинності
Найперша проблема, з якою доводиться зіткнутись при конструюванні часосиметричної теорії — це проблема причинності. Рівняння Максвела та хвильове рівняння для електромагнітних хвиль мають два можливі розв'язки: запізнювальний та випереджувальний. Це означає, що якщо ми маємо електромагнітний випромінювач чи поглинач, що випромінює чи поглинає хвилю в час {\displaystyle t_{0}=0} в точці {\displaystyle x_{0}=0}, тоді хвиля першого (запізнювального) розв'язку прибуде в точку {\displaystyle x_{1}} в момент {\displaystyle t_{1}=x_{1}/c} після випромінення чи поглинання ({\displaystyle c} — швидкість світла), тоді як хвиля другого (випереджувального) прибуде в те саме місце в момент {\displaystyle t_{1}=x_{1}/c} перед випроміненням чи поглинанням. Друга хвиля є цілком нефізичним випадком, бо для моделі, в якій би ми вважали таке припустимим, ми могли б бачити наслідок події до того, як вона сталася. Тому при інтерпретації електромагнітних хвиль такий розв'язок зазвичай відкидають. В теорії поглинання запізніла хвиля від випромінювача до поглинача та передчасна хвиля від поглинача до випромінювача відповідає поширенню світлової енергії звичним причинним шляхом, для якого поглинання відбувається пізніше, ніж випромінення, проте інший (анти-причинний) напрямок не виключається (усувається).
Фейнман та Вілер обійшли цю складність дуже простим шляхом. Слід розглянути всі випромінювачі, що існують у Всесвіті. Якщо всі вони генерують електромагнітні хвилі симетричним чином, результуюче поле буде:
{\displaystyle E^{\mathrm {tot} }(\mathbf {x} ,t)=\sum _{n}{\frac {E_{n}^{\mathrm {ret} }(\mathbf {x} ,t)+E_{n}^{\mathrm {adv} }(\mathbf {x} ,t)}{2}}.\ }
Тоді, якщо вважати, що у всесвіті, що розглядається, вірне співвідношення:
{\displaystyle E^{\mathrm {free} }(\mathbf {x} ,t)=\sum _{n}{\frac {E_{n}^{\mathrm {ret} }(\mathbf {x} ,t)-E_{n}^{\mathrm {adv} }(\mathbf {x} ,t)}{2}}=0,\ }
можна додати цю останню рівність до повного польового розв'язку рівнянь Максвела. Отримаємо:
{\displaystyle E^{\mathrm {tot} }(\mathbf {x} ,t)=\sum _{n}{\frac {E_{n}^{\mathrm {ret} }(\mathbf {x} ,t)+E_{n}^{\mathrm {adv} }(\mathbf {x} ,t)}{2}}+\sum _{n}{\frac {E_{n}^{\mathrm {ret} }(\mathbf {x} ,t)-E_{n}^{\mathrm {adv} }(\mathbf {x} ,t)}{2}}=\sum _{n}E_{n}^{\mathrm {ret} }(\mathbf {x} ,t).}
Таким чином модель відображає вплив запізнілого поля і не порушує причинності. Наявність цього вільного поля пов'язана з явищем поглинання усіма частинками всесвіту випромінювання кожної окремої частинки, з явищем поглинання випромінювання кожної окремої частинки усіма частинками всесвіту. Крім того, така ідея цілком подібна до явища, котре виникає, коли електромагнітна хвиля поглинається об'єктом; коли дивитись на такий процес в мікроскопічному масштабі, можна побачити, що поглинання відповідає наявності електромагнітних полів всіх електронів, що реагують на зовнішнє збурення та створюють поля, що компенсують це збурення. Основною відмінністю є те, що процес може відбуватись із передчасною хвилею.
Зрештою, може здатись, що такий формалізм не симетричніший, ніж звичайний, оскільки запізніла часова вісь і далі видається дещо привілейованою. Проте це лише ілюзія, оскільки завжди можна обернути процес, на власний розсуд вирішивши, що є випромінювачем, а що поглиначем. Будь-яка поява «привілейованості» часової осі є лише ознакою певного вибору поглинача та випромінювача.

## Розв'язання проблеми причинності
Т. К. Скот («T.C. Scott») та Р. А. Мур («R.A. Moore») продемонстрували, що порушення причинності, спричиненого наявністю випереджувальних потенціалів Лієнара — Віхерта у вихідному формулюванні, можна уникнути шляхом переформулювання їхньої теорії на повністю релятивістську електродинаміку багатьох тіл в термінах запізнювальних потенціалів без ускладнень в частині теорії, що стосується поглинання. Розглянемо лагранжіан, що матимемо при дії на частинку 1 симетричного щодо часу поля, створеного частинкою 2:
{\displaystyle L_{1}=T_{1}-{\frac {1}{2}}\left((V_{R})_{1}^{2}+(V_{A})_{1}^{2}\right)}
де {\displaystyle T_{i}} — функціонал релятивістської кінетичної енергії i-ї частинки, а {\displaystyle (V_{R})_{j}^{i}} та {\displaystyle (V_{A})_{j}^{i}}, відповідно, запізнювальний та випереджувальний потенціали Лієнара — Віхерта, що діють на j-ту частинку з боку релятивістського електромагнітного поля, що створюється частинкою i. Відповідний лагранжіан для частинки 2, на яку діє частинка 1:
{\displaystyle L_{2}=T_{2}-{\frac {1}{2}}\left((V_{R})_{2}^{1}+(V_{A})_{2}^{1}\right).}
Вперше було продемонстровано в експериментальній математиці з допомогою комп'ютерної алгебри, а потім доведено математично, що різниця між спізнілим потенціалом частинки i, що діє на частинку й, та передчасним потенціалом частинки j, що діє на частинку, є повною похідною по часу:
{\displaystyle {\frac {dF}{dt}}=(V_{R})_{j}^{i}-(V_{A})_{i}^{j}}
або дивергенцією, як це прийнято називати у варіаційному численні, оскільки вона не робить жодного внеску в рівняння Ейлера – Лагранжа. Таким чином, додаючи до Лагранжіанів такі повні похідні, передчасні потенціали зникають. Тоді лагранжіан системи N частинок має вигляд:
{\displaystyle L=\sum _{i=1}^{N}T_{i}-{\frac {1}{2}}\sum _{i\neq j}^{N}(V_{R})_{j}^{i}}
в якому не з'являються передчасні потенціали. Крім того, цей лагранжіан демонструє симетрію частинка-частинка. Для {\displaystyle N=2} він даватиме точно ті самі рівняння руху, що й лагранжіани {\displaystyle L_{1}} та {\displaystyle L_{2}}, а отже й ту саму фізику. Тому, з точки зору стороннього спостерігача, що розглядає релятивістську задачу n тіл, усе є причинним. Проте, якщо розглянути ізольовані сили, що діють на окреме тіло, проявляться передчасні потенціали. Така перебудова теорії має свою ціну — n-частинковий лагранжіан залежить від усіх похідних по часу від траєкторій усіх частинок, тобто лагранжіан має нескінченний порядок. Проте симетрія щодо заміни частинок та повного узагальненого імпульсу зберігається. Значного прогресу було досягнуто у розв'язанні проблеми квантування теорії. Також були знайдені чисельні розв'язки для класичної задачі. Варто зазначити, що таке формулювання дає дарвінівський лагранжіан, з якого було вперше отримане рівняння Брейта, але без дисипаційних членів (доданків, що відповідають розсіянню). Це гарантує відповідність між теорією та експериментом, проте без врахування лембівського зсуву. Важливою перевагою їх підходу є формулювання закону збереження імпульсу, що представлено в оглядовій статті про ЕПР(Ейнштейн-Подольський-Розен) парадокс.

## Проблема самодії та затухання
Мотивом до відшукання різноманітних інтерпретацій електромагнітних явищ є потреба в задовільному описі процесу електромагнітного випромінювання. Справа в наступному: розглянемо заряджену частинку, що рухається нерівномірно (наприклад, осцилюючи {\displaystyle x(t)=x_{0}\cos(\omega t)}), тоді відомо, що частинка випромінює і таким чином втрачає енергію. Щоб записати рівняння Ньютона для такої частинки, необхідно мати дисипативний доданок, що враховує цю втрату енергії. Перший розв'язок цієї проблеми належить Лоренцу, а далі був розвинений Діраком. Лоренц інтерпретував цю втрату енергії як таку, що відповідає запізнювальній самодії такої частинки з власним полем. Проте така інтерпретація не є цілком задовільною, оскільки приводить до розбіжностей в теорії та потребує деяких додаткових припущень про структуру зарядового розподілу частинки. Дірак узагальнив Лоренцеву формулу для коефіцієнта дисипації, щоб зробити її релятивістськи інваріантною. Роблячи так, він також запропонував відмінну інтерпретацію дисипативного коефіцієнта як такого, що відповідає вільним полям, які діють на частинку в її власній позиції.
{\displaystyle E^{\mathrm {damping} }(\mathbf {x} _{j},t)={\frac {E_{j}^{\mathrm {ret} }(\mathbf {x} _{j},t)-E_{j}^{\mathrm {adv} }(\mathbf {x} _{j},t)}{2}}}
Основним недоліком такої теорії є відсутність фізичного обґрунтування наявності таких полів.
Таким чином, теорія поглинання була сформульована як спроба виправити цей недолік. Використовуючи цю теорію, припустимо, що кожна частинка не взаємодіє сама з собою, і обчислимо поле, що діє на частинку {\displaystyle j} в точці, де вона знаходиться ({\displaystyle x_{j}}):
{\displaystyle E^{\mathrm {tot} }(\mathbf {x} _{j},t)=\sum _{n\neq j}{\frac {E_{n}^{\mathrm {ret} }(\mathbf {x} _{j},t)+E_{n}^{\mathrm {adv} }(\mathbf {x} _{j},t)}{2}}\ {\text{.}}}
Зрозуміло, що, якщо додати до цього вільні поля
{\displaystyle E^{\mathrm {free} }(\mathbf {x} _{j},t)=\sum _{n}{\frac {E_{n}^{\mathrm {ret} }(\mathbf {x} _{j},t)-E_{n}^{\mathrm {adv} }(\mathbf {x} _{j},t)}{2}}=0}
то отримаємо
{\displaystyle E^{\mathrm {tot} }(\mathbf {x} _{j},t)=\sum _{n\neq j}{\frac {E_{n}^{\mathrm {ret} }(\mathbf {x} _{j},t)+E_{n}^{\mathrm {adv} }(\mathbf {x} _{j},t)}{2}}+\sum _{n}{\frac {E_{n}^{\mathrm {ret} }(\mathbf {x} _{j},t)-E_{n}^{\mathrm {adv} }(\mathbf {x} _{j},t)}{2}}}
і таким чином
{\displaystyle E^{\mathrm {tot} }(\mathbf {x} _{j},t)=\sum _{n\neq j}E_{n}^{\mathrm {ret} }(\mathbf {x} _{j},t)+E^{\mathrm {damping} }(\mathbf {x} _{j},t).}
Така інтерпретація дозволяє уникнути проблеми розбіжності власної енергії частинки, даючи цілком фізичну інтерпретацію рівнянню Дірака. Мур та Скот показали, що реакція випромінювання може бути альтернативно отримана, використовуючи твердження, що в середньому результуючий дипольний момент рівний нулю для сукупності заряджених частинок, тим самим уникнувши ускладнень теорії поглинання.

## Висновки
Проте цей вираз для дисипативних полів має свої недоліки. Записавши його в нерелятивістській границі, маємо:
{\displaystyle E^{\mathrm {damping} }(\mathbf {x} _{j},t)={\frac {e}{6\pi c^{3}}}{\frac {\mathrm {d} ^{3}}{\mathrm {d} t^{3}}}x}
що є лоренцівським формулюванням. Оскільки тут виникає третя похідна по часу (яку також називають «поштовх»), зрозуміло, що, щоб розв'язати рівняння, недостатньо задати початкове положення та швидкість частинки; початкове прискорення так само необхідне. Ця проблема була розв'язана спостереженням, що рівняння руху для частинки потрібно розв'язувати разом з рівняннями Максвела для поля, яке створює сама частинка. Таким чином, замість задавати початкове прискорення, можна задати початкове поле та граничні умови. Це відновлює послідовність в фізичній інтерпретації теорії. Проте, ще деякі труднощі можуть виникати при спробі розв'язати рівняння та інтерпретувати розв'язок. Рівняння Максвела є класичними і не можуть коректно враховувати мікроскопічні явища, такі як поведінка точкової частинки, де виникають квантовомеханічні ефекти. Проте в теорії поглинання Фейнману та Вілеру вдалося створити послідовний класичний підхід до задачі.
При формулюванні своєї роботи, Вілер та Фейнман намагались уникнути розбіжного доданку. Проте пізніше Фейнман висловив твердження, що само-взаємодія потрібна, оскільки вона враховує, в рамках квантової механіки, лембівський зсув. Ця теорія згадується в главі «Monster Minds» автобіографічної книги Фейнмана «Surely You're Joking, Mr. Feynman!» («Ви, звісно, жартуєте, містере Фейнман!»), а також в другому томі «Фейнманівських лекцій з фізики». Це призвело до формулювання положень квантової механіки, використовуючи лагранжіан та дію як вихідні поняття, на відміну від гамільтоніану, а саме, формулювання в термінах фейнманівських інтегралів за траєкторіями, що виявились корисними ще в ранніх обчисленнях Фейнмана в квантовій електродинаміці та квантовій теорії поля. Спізніле та передчасне поля виникають відповідно як спізнілий та передчасний пропагатори, до того ж, в пропагаторі Фейнмана та пропагаторі Дайсона. Оглядаючись на минуле, зображений тут зв'язок між спізнілим та передчасним потенціалами не надто дивує, з огляду на те, що в теорії поля передчасний пропагатор може бути отриманий зі спізнілого пропагатора заміною ролей джерела поля та пробної частинки (зазвичай в рамках формалізму функцій Ґріна). В теорії поля передчасне та спізніле поля розглядаються як математичні розв'язки рівнянь Максвела, комбінації яких обумовлені граничними умовами.
Зрештою, Вілер прийняв термодинамічну теорію, згідно з якою розширення простору між всіма суперкластерами галактик (розширення всесвіту) є причиною часової асиметрії в природі, а також причиною електромагнітних спізнілих хвиль.

## Ключові роботи
- J. A. Wheeler; R. P. Feynman, (1945). Interaction with the Absorber as the Mechanism of Radiation. Reviews of Modern Physics. 17 (2–3): 157—161. Bibcode:1945RvMP...17..157W. doi:10.1103/RevModPhys.17.157.{{cite journal}}:  Обслуговування CS1: Сторінки з посиланнями на джерела із зайвою пунктуацією (посилання)
- J. A. Wheeler; R. P. Feynman, (1949). Classical Electrodynamics in Terms of Direct Interparticle Action. Reviews of Modern Physics. 21 (3): 425—433. Bibcode:1949RvMP...21..425W. doi:10.1103/RevModPhys.21.425.{{cite journal}}:  Обслуговування CS1: Сторінки з посиланнями на джерела із зайвою пунктуацією (посилання)